# 1948年の法
1948年の法関連の出来事。

## できごと

### 1月
- 1月1日
  - イタリア共和国憲法施行
  - 関税および貿易に関する一般協定 (GATT) 発効
  - 改正民法・戸籍法施行
  - 児童福祉法施行
  - 食品衛生法施行
  - 家事審判法施行
  - 理容師法・あん摩マツサージ指圧師、はり師、きゆう師等に関する法律・栄養士法施行
  - 大臣裁判開始
- 1月17日 - 国際連合安全保障理事会決議38採択
- 1月20日 - 国際連合安全保障理事会決議39採択

### 2月
- 2月15日 - 法務庁設置法施行により法務庁発足
- 2月28日
  - 国際連合安全保障理事会決議40採択
  - 国際連合安全保障理事会決議41採択

### 3月
- 3月5日 - 国際連合安全保障理事会決議42採択
- 3月6日 - 消防組織法の施行に関する政令公布
- 3月7日
  - 消防組織法施行により国家消防庁発足
  - 旧警察法施行
- 3月8日 - マッカラム対教育委員会裁判で合衆国最高裁判所が公立学校におけるキリスト教教育に違憲判決
- 3月31日 - 1948年対外援助法成立

### 4月
- 4月1日
  - 国際連合安全保障理事会決議43採択
  - 国際連合安全保障理事会決議44採択
- 4月10日
  - 国際連合安全保障理事会決議45採択
  - アインザッツグルッペン裁判終了
- 4月17日 - 国際連合安全保障理事会決議46採択
- 4月18日 - 動員戡乱時期臨時条款成立
- 4月21日 - 国際連合安全保障理事会決議47採択
- 4月23日 - 国際連合安全保障理事会決議48採択
- 4月27日 - 海上保安庁法公布
- 4月28日 - 夏時刻法公布、同日施行
- 4月30日 - 海上保安庁法施行令公布、同日施行

### 5月
- 5月1日
  - 海上保安庁法施行により海上保安庁発足
  - 軽犯罪法公布
- 5月2日 - 軽犯罪法施行
- 5月10日 - 石炭庁設置法公布
- 5月15日 - 行政代執行法公布
- 5月18日 - 第1回中華民国立法院が開会
- 5月22日 - 国際連合安全保障理事会決議49採択
- 5月27日 - 裁判官弾劾裁判所初代裁判長鬼丸義斎が選任される。
- 5月29日 - 国際連合安全保障理事会決議50採択

### 6月
- 6月3日 - 国際連合安全保障理事会決議51採択
- 6月14日 - 行政代執行法施行、これにより行政執行法廃止
- 6月19日 - 衆参両院で教育勅語の失効について議決
- 6月22日 - 国際連合安全保障理事会決議52採択

### 7月
- 7月1日
  - 水産庁設置法公布、同日施行により水産庁発足
  - 国家公務員法完全施行
  - 労働者災害補償保険法施行
- 7月7日 - 国際連合安全保障理事会決議53採択
- 7月8日 - 建設省設置法公布
- 7月10日
  - 刑事訴訟法公布
  - 教科書の発行に関する臨時措置法公布、同日施行
  - 風俗営業等の規制及び業務の適正化等に関する法律公布
  - 建設省設置法施行により建設省発足
- 7月12日 - 警察官職務執行法公布、同日施行
- 7月13日 - 優生保護法公布
- 7月15日
  - 国際連合安全保障理事会決議54採択
  - 教育委員会法公布、同日施行
- 7月17日 - 大韓民国憲法公布、同日施行
- 7月20日 - 国民の祝日に関する法律公布、同日施行
- 7月24日 - 消防法公布
- 7月29日
  - 国際連合安全保障理事会決議55採択
  - 政治資金規正法公布、同日施行
  - 民生委員法公布、同日施行により民生委員令廃止
  - 旧薬事法公布
- 7月30日
  - 政令201号公布、同日施行
  - 人身保護法公布
  - 保健師助産師看護師法公布

### 8月
- 8月19日 - 国際連合安全保障理事会決議56採択

### 9月
- 9月1日 - 風俗営業等の規制及び業務の適正化等に関する法律施行
- 9月11日 - 優生保護法施行
- 9月18日 - 国際連合安全保障理事会決議57採択
- 9月22日 - 反民族行為処罰法
- 9月28日
  - 国際連合安全保障理事会決議58採択
  - 人身保護法施行

### 10月
- 10月9日 - ハングル専用法公布、同日施行
- 10月19日 - 国際連合安全保障理事会決議59採択
- 10月29日 - 国際連合安全保障理事会決議60採択

### 11月
- 11月3日 - 国際法委員会第一回選挙
- 11月4日 - 国際連合安全保障理事会決議61採択
- 11月10日 - 国際捕鯨取締条約発効
- 11月12日 - 極東国際軍事裁判終了
- 11月16日 - 国際連合安全保障理事会決議62採択

### 12月
- 12月1日 - 国家保安法 (大韓民国)公布、同日施行
- 12月3日 - 国家公務員法第一次改正法公布、同日施行により人事院発足
- 12月9日 - ジェノサイド条約採択
- 12月10日
  - 世界人権宣言採択
  - 広田対マッカーサー事件で請求棄却
- 12月20日 - 大韓民国国籍法公布
- 12月24日 - 国際連合安全保障理事会決議63採択
- 12月28日
  - 国際連合安全保障理事会決議64採択
  - 国際連合安全保障理事会決議65採択
- 12月29日 - 国際連合安全保障理事会決議66採択